# نموذج تأسيسي في التشريح
النموذج التأسيسي في أنطولوجية التَشريح (بالإنجليزية: Foundational Model of Anatomy Ontology)‏ ويُدعى اختصاراً FMA، هو أحد أَكبر مصادر المعرفة القائمة على الحاسوب في مجال العلوم الطبية الحَيوية، ويُعتبر الأنطولوجية المَرجعية في مجال التشريح. يُعتبر النموذج التأسيسي تمثيل رَمزي للهيكل المَظهري المعياري للكائن الحَي.
تم تطوير وحفظ النموذج التأسيسي في أنطولوجية التَشريح من قِبل المجموعة المعلوماتية الإنشائية في جامعة واشنطن، وهو يحتوي على حوالي 75 ألف دَرس وَأكثر من 120 ألف مُصطلح، مع وجود أكثر من 2.1 مليون مِثال في حوالي 168 موضوع.

## روابط خارجية
- النموذج التأسيسي في أنطولوجية التَشريح.
- مُتصفح النموذج التأسيسي في التَشريح.
- مُتصفح النموذج التأسيسي في أنطولوجية التَشريح.